# Грецький фенікс
Грецький фенікс (грец. φοίνιξ) — перша валюта сучасної Грецької держави.

## Історія
Грецький фенікс введений в обіг 1828 року першим правителем Греції Іоаннісом Каподистрією. Фенікс ділився на 100 лепт. Назва було обрано міфічного птаха фенікса, оскільки це мало символізувати відродження незалежної Греції. Фенікс замінив турецький куруш, поширений в Османській імперії, при цьому 6 феніксів = 1 курушу.

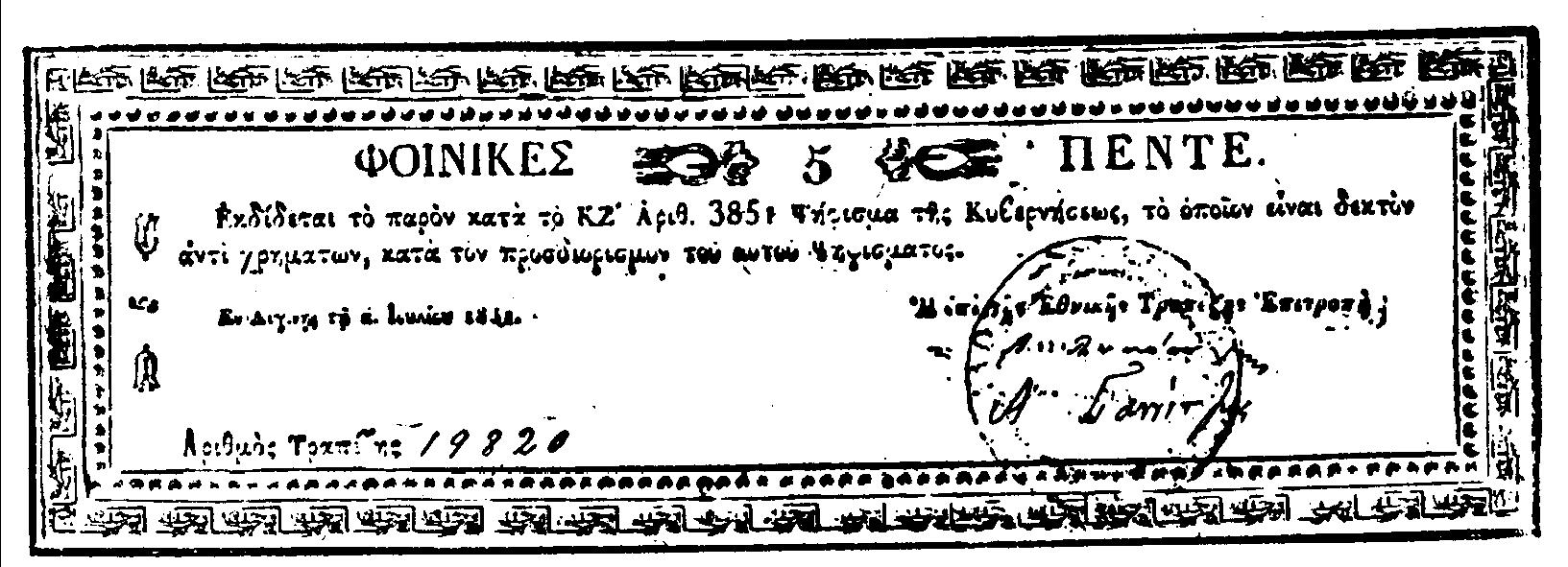
Банкнота 5 феніксів

Однак викарбували незначну кількість монет, і тому більшість грошових операцій продовжували здійснюватися із використанням іноземних валют. Не маючи дорогоцінних металів, аби викарбувати більше монет, уряд Греції 1831 року випустив додатково 300 000 феніксів, але банкнотами, не підкріплених капіталом. В результаті цього паперові фенікси повсюдно відкидалися греками і не використовувалися. 1832 року валютна система держави була реформована із введенням в обіг грецької драхми, яка за номінальною вартістю замінювала фенікс.